# Psilochorus pullulus
Psilochorus pullulus is een spinnensoort uit de familie der trilspinnen (Pholcidae) die voorkomt in het Canada en de Verenigde Staten.
De spin wordt 3,5 mm groot, met poten 27 mm. Het afgeplatte kopborststuk is bijna cirkelvormig en bleek geelbruin. Ze leven in oude verlaten gebouwen, maar kunnen ook onder stenen, planken of vuilnis worden gevonden.
De Psilochorus pullulus is de typesoort van het geslacht Psilochorus.

## Synoniemen
- Pholcus pullulus - Thorell, 1877
- Psilochorus pullulus - Simon, 1893
- Theridion pullulum - Hentz, 1850